# Zebu
Zebu (Bos indicus, příp. Bos primigenius f. indicus) je domestikovanou formou indického poddruhu pratura (Bos primigenius namadicus). Je chován především v Indii a Africe a vyznačuje se nápadným hrbem na hřbetě. Tento hrb je složen ze svaloviny i z tukové tkáně a slouží k podobnému účelu jako hrb velbloudů. Zebu jsou zvířata polopouštních a stepních oblastí, tukové zásoby jsou důležité pro jejich přežití v období sucha, kdy mají málo potravy. Slovo zebu pochází z tibetštiny a znamená "hrbatý".
Plemena zebu se vyskytují v zemích severní a střední Afriky (např. boranský skot) a především Indii. V 19. století byl přivezen i do Jižní Ameriky, kde se výborně osvědčil. Plemena zebu jsou chována pro mléko, jako soumaři a mimo Indii také pro maso a kvalitní kůži. V Indii zabíjeni nejsou, protože jsou v hinduismu uctíváni jako posvátná zvířata. Indové naproti tomu využívají jejich trus, který slouží k topení, a moč, která je dodnes využívána v tradiční medicíně i k přípravě žlutého barviva.
Největším plemenem zebu je brahmanský skot, který dosahuje výšky 170 cm a hmotnosti 800 kg, nejmenší je zebu zakrslý o hmotnosti do 200 kg. Všichni zebu mají dlouhé odstávající uši, které slouží k termoregulaci a zpravidla bílé nebo světle šedé zbarvení.